# مون‌بلان (شرکت)
مون‌بلان (انگلیسی: Montblanc) یا مون‌بلانک، شرکت کالای لوکس آلمانی است، که در زمینه طراحی و ساخت نوشت‌افزارها، ساعت، جواهرات، کالاهای چرمی، عینک آفتابی و عطر فعالیت دارد.
شرکت مون بلانک در سال ۱۹۰۶ توسط بانکدار هامبورگی؛ آلفرد نیهمیاس و مهندس برلینی؛ اوت ایبرشتاین راه‌اندازی شد و در حال حاضر مالک شبکه‌ای از ۴۴۹ شعبه فروش، در سراسر جهان می‌باشد و به‌عنوان شرکت تابعه‌ای از گروه سوئیسی ریشمون فعالیت می‌نماید. دفتر مرکزی این شرکت در شهر هامبورگ، آلمان قرار دارد.

## نگارخانه

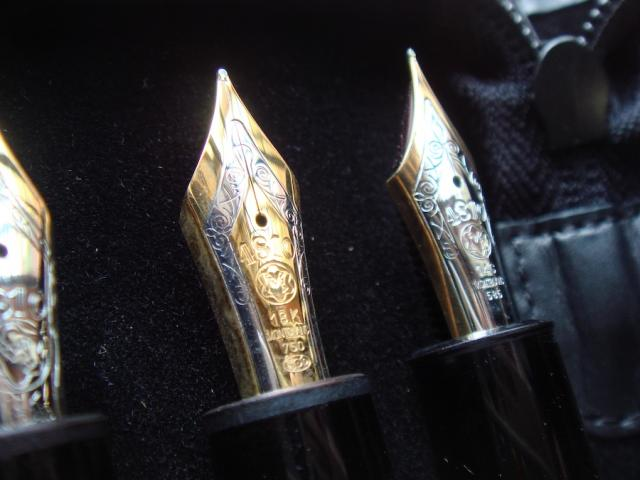
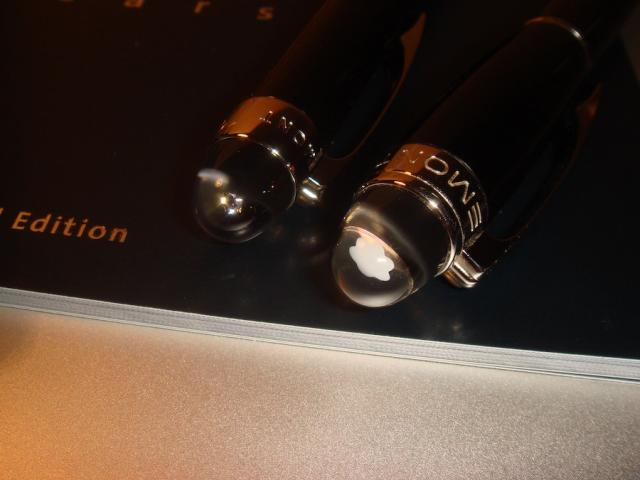
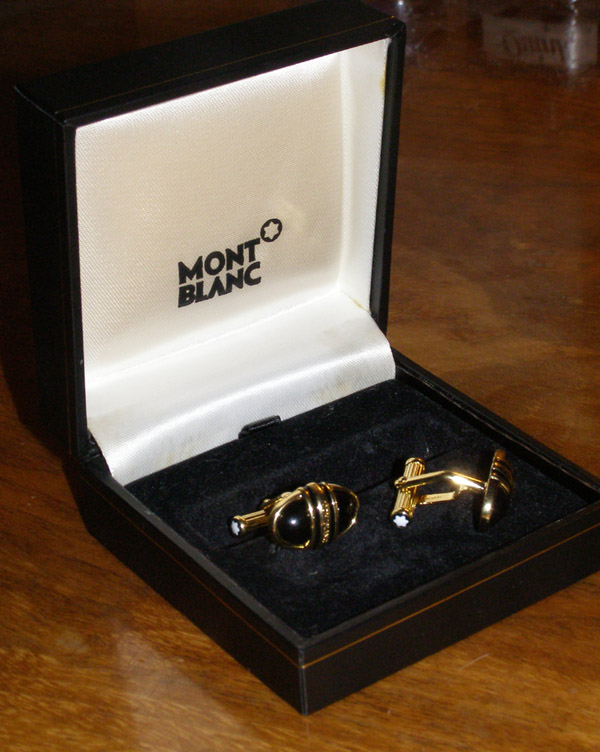
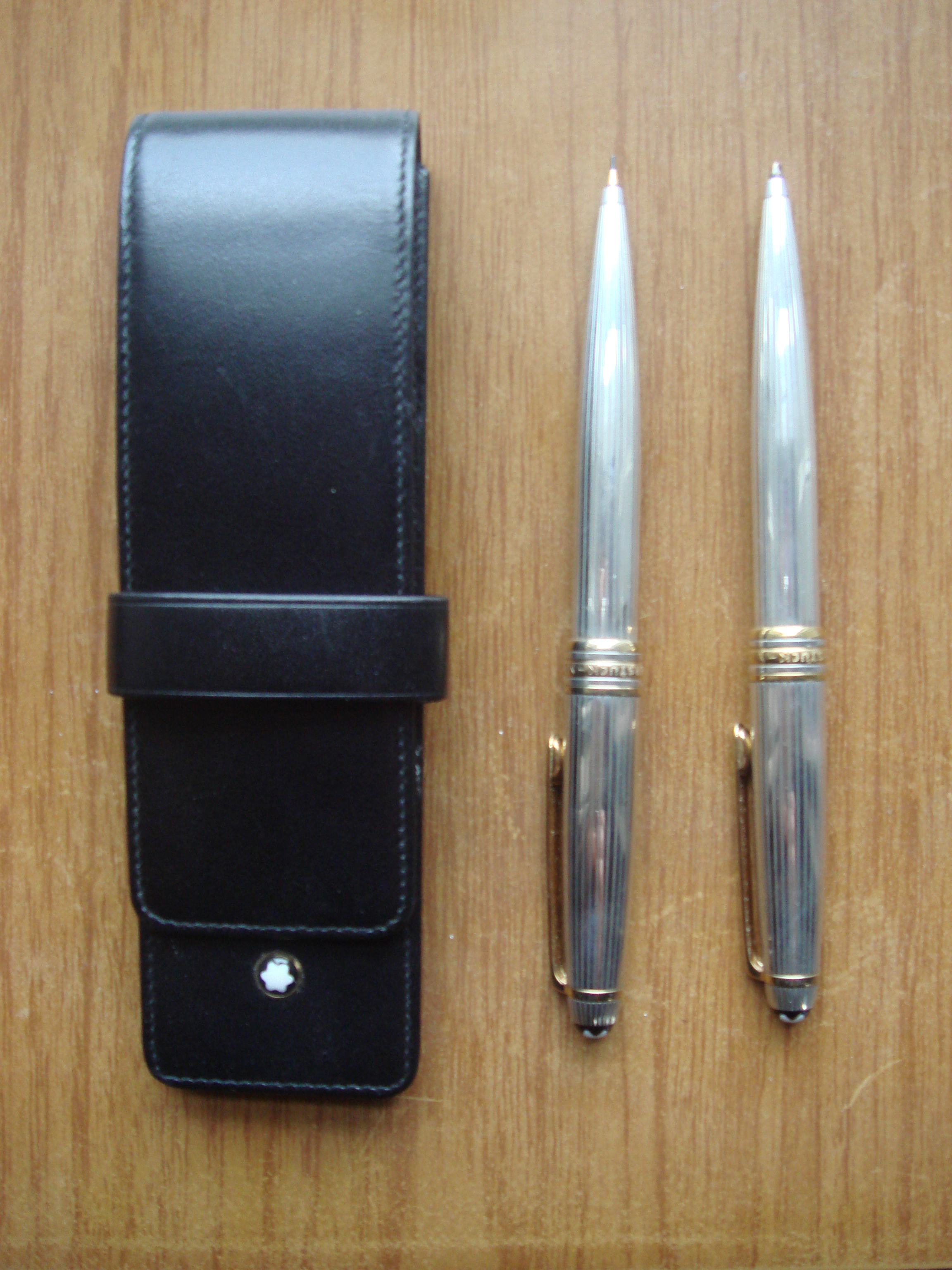